# 商用航空
商用航空（或商务航空）是民用航空的一种非定期航班飞行类别，主要表现形式为企业内部运输或企业利用商务喷射机进行员工及货物的运输。

## 定义
与定期航班飞行相反，商用航空主要为私人性质的个体运输。它能使乘客得到快速灵活的行程。因此商用航空在机场仅需较少的停机整备程序，以减少乘客的轮候时间。
商用航空的定义取决于其飞机是否以商用为目的，而非飞行员或飞行器的类别。而从航空法律上讲，商用航空和私人航空都被包含在通用航空的类别中，因为它很难在个别情况下判断飞行是否作商用或其他用途。此外在企业内部运输或商用飞行也存在着部分不同的细则和规定。这些细则包括明确了商用航空所需支付与其他飞行类别不同的燃油税、对跑道长度的要求以及对飞行员资格的要求。例如：
- 飞行员必须持有有效的商用航空飞行资格证。
- 飞机必须持有有效的商用航空注册证。
- 运营商必须获得相关主管机构授权的商用航空证明。

一般情况下，商用航空的注册认证标准会比私人航空的要求更高。例如，商业航空飞行员必须经常作模拟飞行以维持高标准，并可能需要通过更频繁的身体检查；同时飞行器也可能需要更频繁和更为广泛的维护。
使用商用航空的客户在如今有着日渐上升的趋势。一些企业为了节省成本，在包机飞行或作内部运输时使用的飞行器通常都采取租赁或购买部分所有权的方式。在欧洲，商用航空可以提供广泛的服务，因其对飞机起降场地的要求较小，在欧洲共有约2000个符合标准的起降场地，而定期航班所能使用的机场仅有约200座。
欧洲主要的商用航空公司包括普利瓦特航空、捷特飞行、内特捷斯和DC飞行等等。